# Zeto

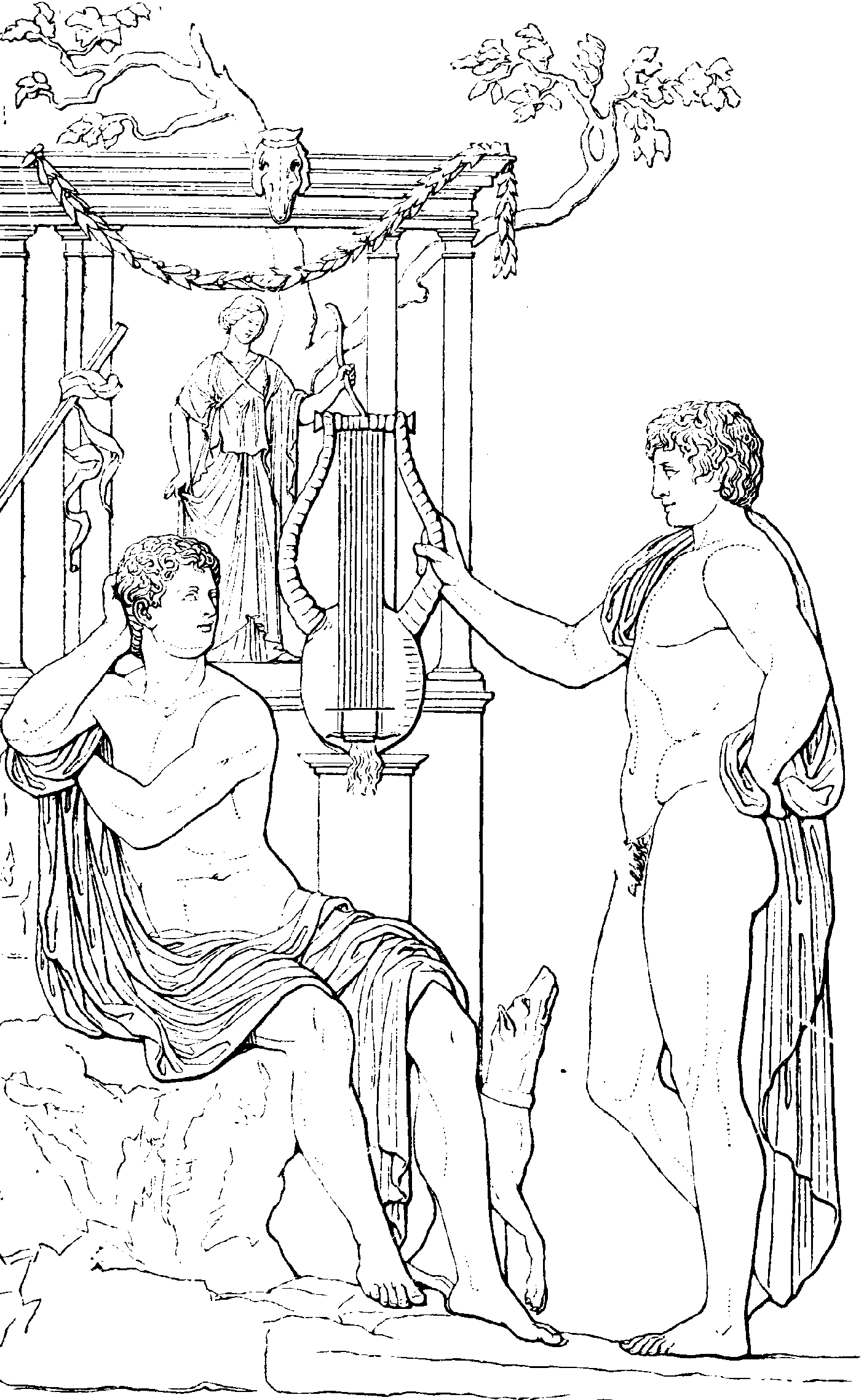
Anfión y Zeto, bajorrelieve (Palazzo Spada, Roma).

En la mitología griega, Zeto, o más raramente Ceto (en griego antiguo Ζήθος Zếthos, en latín Zethus), hijo de Zeus y Antíope, es el hermano gemelo de Anfión. Ambos fueron abandonados de niños, por orden de su tío Lico, rey de Tebas, en el monte Citerón y recogidos por pastores. Anfión se convirtió en músico y Zeto se ocupó del ganado. Otros creen que Anfión y Zeto eran hijos de Antíope y un tal Teboonte y que ambos denominaron a la ciudad de Tebas en honor a su padre.
Al crecer, gracias a que su madre escapó del encierro a la que tenía sometida Lico y les encontró, Anfión y Zeto conocieron su historia, y para vengar a su madre destronaron a Lico y castigaron y mataron a su esposa Dirce, atándola a los cuernos de un toro de la misma manera que había hecho ella con su madre.
Más tarde Zeto se casó con Tebe, de quien recibe nombre la ciudad de Tebas, y los propios tebanos dicen que es hija del Asopo beocio y no del fliasio. Esta Tebe también tuvo unión con Zeus. Zeto tuvo una hija, sin mencionar la consorte, llamada Neis (Νηίς), que en otras fuente se dice en cambio hija de Anfión y Níobe y que además una de las siete puertas de Tebas llevaba su nombre, la Neida. Otros dicen que Níobe era hija de Pélope y la esposa de Zeto que el autor no menciona.
Homero cuenta una versión más trágica. Dice que Zeto tuvo un hijo, Itilo, concebido con Aedón, pero esta lo mató en un ataque de locura. Zeus, como castigo, metamorfoseó a Aedón en ruiseñor y desde entonces el propio Zeto se ha dedicado a perseguirla para vengar el crimen de su hijo.
| Predecesor: Lico | Reyes de Tebas | Sucesor: Layo |